# Al Ain FC
Câu lạc bộ bóng đá Al Ain (tiếng Ả Rập: نادي العين لكرة القدم) là một câu lạc bộ bóng đá chuyên nghiệp đặt trụ sở tại thành phố Al Ain, Abu Dhabi, Các tiểu vương quốc Ả Rập thống nhất. Đây là một trong nhiều các câu lạc bộ thể thao thuộc hệ thống phức hợp thể thao của Câu lạc bộ thể thao và văn hoá Al Ain.
Được thành lập vào năm 1968 bởi những cầu thủ bóng đá tại thành phố Al Ain cũng như các nhóm học sinh trao đổi từ Bahrain và cộng đồng những người Sudan đang học tập và lao động tại Các tiểu vương quốc Ả Rập thống nhất, Al Ain chính là câu lạc bộ thành công nhất trong lịch sử bóng đá Các tiểu vương quốc Ả Rập thống nhất.
Câu lạc bộ này đã có được 14 danh hiệu UAE Pro League, 7 Cúp UAE, 5 chiếc Siêu cúp UAE, 2 chiếc Cúp Liên đoàn UAE, 1 chức vô địch GCC Champions League (giải vô địch vùng vịnh Ả Rập) và hai chức vô địch AFC Champions League - giải đấu danh giá nhất châu Á. Họ cũng là đương kim vô địch của giải đấu này.

## Danh hiệu

### Danh hiệu quốc nội
- UAE Pro League:
  -  Vô địch (14): 1976-77, 1980-81, 1983-84, 1992-93, 1997-98, 1999-00, 2001-02, 2002-03, 2003-04, 2011-12, 2012-13, 2014-15, 2017-18, 2021-22
- Cúp UAE:
  -  Vô địch (7): 1998-99, 2000-01, 2004-05, 2005-06, 2008-09, 2013-14, 2017-18
- Siêu cúp UAE:
  -  Vô địch (5): 1995-96, 2003-04, 2009-10, 2011-12, 2015-16
- Cúp Liên đoàn UAE:
  -  Vô địch (2): 2008-09, 2021-22

### Danh hiệu quốc tế
- GCC Champions League:
  -  Vô địch (1): 2000-2001
- AFC Champions League
  -  Vô địch (2): 2003, 2023-24

## Cầu thủ

### Đội hình hiện tại
Tính đến 28 tháng 7 năm 2024
Ghi chú: Quốc kỳ chỉ đội tuyển quốc gia được xác định rõ trong điều lệ tư cách FIFA. Các cầu thủ có thể giữ hơn một quốc tịch ngoài FIFA.
| Số | VT | Quốc gia                             | Cầu thủ                                    |
| -- | -- | ------------------------------------ | ------------------------------------------ |
| 1  | TM | Các Tiểu vương quốc Ả Rập Thống nhất | Mohammed Abo Sandah                        |
| 3  | HV | Các Tiểu vương quốc Ả Rập Thống nhất | Kouame Autonne                             |
| 4  | HV | Bồ Đào Nha                           | Fábio Cardoso (on loan from Porto)         |
| 5  | TV | Hàn Quốc                             | Park Yong-woo                              |
| 6  | TV | Các Tiểu vương quốc Ả Rập Thống nhất | Yahia Nader                                |
| 7  | TV | Paraguay                             | Matías Segovia U23 (on loan from Botafogo) |
| 8  | TV | Các Tiểu vương quốc Ả Rập Thống nhất | Mohammed Abbas                             |
| 9  | TĐ | Togo                                 | Kodjo Fo-Doh Laba                          |
| 10 | TV | Paraguay                             | Kaku                                       |
| 11 | HV | Các Tiểu vương quốc Ả Rập Thống nhất | Bandar Al-Ahbabi (captain)                 |
| 13 | TV | Các Tiểu vương quốc Ả Rập Thống nhất | Ahmed Barman                               |
| 15 | HV | Các Tiểu vương quốc Ả Rập Thống nhất | Erik                                       |
| 16 | HV | Các Tiểu vương quốc Ả Rập Thống nhất | Khalid Al-Hashemi                          |
| 17 | TM | Các Tiểu vương quốc Ả Rập Thống nhất | Khalid Eisa (vice-captain)                 |
| 18 | TV | Các Tiểu vương quốc Ả Rập Thống nhất | Khalid Mohammed Al-Baloushi                |
| 19 | TĐ | Argentina                            | Mateo Sanabria                             |
| 20 | TV | Các Tiểu vương quốc Ả Rập Thống nhất | Matías Palacios U23                        |
| 21 | TĐ | Maroc                                | Soufiane Rahimi                            |
| 23 | HV | Các Tiểu vương quốc Ả Rập Thống nhất | Khalid Butti                               |
| 24 | HV | Argentina                            | Felipe Salomoni U23 (on loan from Guaraní) |

| Số | VT | Quốc gia                             | Cầu thủ                                      |
| -- | -- | ------------------------------------ | -------------------------------------------- |
| 27 | TV | Các Tiểu vương quốc Ả Rập Thống nhất | Sékou Gassama U23                            |
| 28 | TV | Các Tiểu vương quốc Ả Rập Thống nhất | Solomon Sosu U23                             |
| 29 | TV | Argentina                            | Gino Infantino U23 (on loan from Fiorentina) |
| 30 | TV | Các Tiểu vương quốc Ả Rập Thống nhất | Hazem Mohammad U23                           |
| 32 | HV | Các Tiểu vương quốc Ả Rập Thống nhất | Khalid Al-Hassani U23                        |
| 35 | TM | Nigeria                              | Hassan Sani U21                              |
| 36 | TV | Các Tiểu vương quốc Ả Rập Thống nhất | Yousef Abdou U23                             |
| 40 | HV | Các Tiểu vương quốc Ả Rập Thống nhất | Khalid Ali Al-Baloushi U23                   |
| 44 | HV | Các Tiểu vương quốc Ả Rập Thống nhất | Manea Al-Shamsi U23                          |
| 46 | HV | Mali                                 | Dramane Koumare U21                          |
| 50 | TM | Các Tiểu vương quốc Ả Rập Thống nhất | Saif Al-Maazmi U23                           |
| 60 | TĐ | Các Tiểu vương quốc Ả Rập Thống nhất | Jonas Naafo U23                              |
| 66 | HV | Các Tiểu vương quốc Ả Rập Thống nhất | Mansour Al-Shamsi U23                        |
| 70 | TV | Mali                                 | Abdoul Karim Traoré                          |
| 72 | TĐ | Sudan                                | Mohamed Awadalla                             |
| 77 | TV | Nigeria                              | Rilwanu Sarki U23                            |
| 88 | HV | Ghana                                | Hamid Mohammed U23                           |
| 90 | TĐ | Các Tiểu vương quốc Ả Rập Thống nhất | Eisa Khalfan U23                             |
| 99 | TĐ | Cộng hòa Congo                       | Josna Loulendo                               |

### Cho mượn
Ghi chú: Quốc kỳ chỉ đội tuyển quốc gia được xác định rõ trong điều lệ tư cách FIFA. Các cầu thủ có thể giữ hơn một quốc tịch ngoài FIFA.
| Số | VT | Quốc gia                             | Cầu thủ                                 |
| -- | -- | ------------------------------------ | --------------------------------------- |
| 2  | TV | Maroc                                | El Mehdi El Moubarik (on loan to Wydad) |
| 22 | TV | Các Tiểu vương quốc Ả Rập Thống nhất | Jonatas Santos U23 (on loan to Al-Wasl) |
| 26 | TV | Các Tiểu vương quốc Ả Rập Thống nhất | Ahmed Al-Qatesh (on loan to Majd)       |

| Số | VT | Quốc gia  | Cầu thủ                                          |
| -- | -- | --------- | ------------------------------------------------ |
| 51 | TV | Mali      | Ahmed Bathily U21 (on loan to Majd)              |
| 65 | TM | Tanzania  | Abdullah Hamisi U21 (on loan to Majd)            |
| 94 | TV | Venezuela | Yohan González U21 (on loan to Fleetwood United) |

## Nhân sự

### Ban huấn luyện
| Vị trí                     | Tên                                                                               |
| -------------------------- | --------------------------------------------------------------------------------- |
| Huấn luyện viên trưởng     | Leonardo Jardim                                                                   |
| Các trợ lý huấn luyện viên | António Vieira José Barroso Ahmed Abdullah Abdulla Khaseeb Alnasri Salem Al-Kaabi |
| Trưởng phân tích           | Carles Martínez                                                                   |
| Phân tích                  | Tiago Freire                                                                      |
| Huấn luyện viên thủ môn    | Carlos Pires                                                                      |
| Huấn luyện viên thể lực    | Miguel Moita                                                                      |
| Huấn luyện viên U-21       | Ismail Ahmed                                                                      |
| Nhà vật lý trị liệu        | Santiago Thompson Felipe Perseu Pianca Abdelnasser Aljohny                        |
| Bác sĩ                     | Nikos Tzouroudis                                                                  |
| Nhà dinh dưỡng             | Ricardo Pinto                                                                     |
| Tuyển trạch viên           | Daniele Di Napoli                                                                 |
| Quản lý                    | Ahmed Al Shamsi                                                                   |
| Giám sát viên              | Abdullah Al Shamsi                                                                |

Cập nhật lần cuối: 14 November 2023
Nguồn: 1